# Джим Йон Ким
Джим Йон Ким, известен също като Ким Йонг (на корейски: 김용), e корейско-американски лекар и антрополог, който е избран за 12-ия президент на Световната банка през 2012 г. – на 1 юли. Бивш председател на Министерството на здравеопазването в световен мащаб и социална медицина в Харвардския медицински институт и съосновател и изпълнителен директор на партньорите в здравеопазването. На 2 март 2009 г. Ким е обявен за 17-ия президент на Дартмут Колидж, чийто пост официално приема на 1 юли 2009 г., превръщайки се в първия азиатско-американски президент на Бръшлянената лига. През 2012 г., на 15 март, президентът Барак Обама обявява, че САЩ ще номинира Ким като следващия президент на Световната банка, за да замени Робърт Зелик. На 16 април 2012 г. Ким е избран да оглави Световната банка и встъпва в длъжност на 1 юли.
През 2013 г. Ким е обявен за един от 50-те най-влиятелни личности в САЩ от списание „Форбс“.

## Биографични данни.
Джим Йон Ким е роден на 8 декември 1959 г. в Сеул. Като петгодишен заминава с родителите си за САЩ. Баща му, който е бил зъболекар, държал Ким да получи добро образование. „Не си мисли, че в тази страна ще получиш нещо наготово. Всичко трябва да си извоюваш сам“, гласял бащинския съвет. Женен, с две деца и с две докторски титли – една по медицина и една по антропология, Ким обаче не е финансов експерт. Въпреки това, като шеф на Световната банка, той ще трябва да взима решения за милиардни кредити и поръчителства за бедни страни. „Цял живот съм се опитвал да разрешавам социални проблеми по света“, посочва новият президент на Световната банка. Още като студент по медицина той основава организацията „Партньори в здравеопазването“, която понастоящем проявява активност в 12 страни, полагайки медицински грижи за бедните. През 2003 година той освобождава поста изпълнителен директор на основаната от него организация и се мести в Световната здравна организация, където отговаря за мерките за борбата срещу СПИН. А от 2009 година ръководи и университета „Дартмут“ – едно от най-престижните висши учебни заведения в САЩ.
Ким се противопоставя на критиките, че като медик нямал достатъчно познания по важни теми, свързани с помощта за развитие. „В Световната банка има изключително опитни икономисти. Нямам търпение да започна работа с тях“, казва той в интервю за Ню Йорк Таймс.